# ناحية بصية
ناحية بصية هي ناحية عراقية بقضاء السلمان في محافظة المثنى بالعراق، يبلغ عدد سكان الناحية 7200، منهم 2,200 نسمة، في مركز الناحية، وحوالي 5 آلاف في ضواحي الناحية وباديتها، وتعد هذه الناحية من أكبر نواحي العراق من حيث المساحة، مساحة الناحية 24532 كيلومتراً مربعاً. أرضها في صحراوين من البادية العراقية، صحراء الدبدبة من جنوب الشرق، وصحراء الحجرة من الغرب، يفصل بين الصحراوين شعيب لويحظ، كانت بصية تابعة للواء ناصرية المنتفق، ثم صارت ناحية سنة 1959م وأُلحقت حينئذٍ بلواء الديوانية ثم في 17 أيلول سنة 1969م صار قضاءُ السماوة لواءً يتبعه قضاء السلمان.
قال مكي الجميل في كتابه (البدو والقبائل الرحل في العراق) المنشور سنة 1956 إن بصية التي تبلغ مساحتها (70000) كيلومتر مربع "أرض أميرية وليس لأحد حق التصرف فيها".

## سكان ناحية بصية
قلّ عدد السكان في سنة 2018 مقارنة بسنة 1997 من جرّاء الهجرة المستمرة من الناحية. قال مدير ناحية بصية في سنة 2025 “أكثر من (2200) نسمة من الأهالي يسكنون في مركز الناحية اما في ضواحيها وباديتها يسكنون حوالي خمسة آلاف نسمة معظمهم من البدو الرحل”، وقال قاسم الكعبي في مقالته المنشورة في 10 حزيران سنة 2025 إن بصية "ناحية صغيرة عشقت السلام للحد الذي دفع السنة الذين يشكلون 75 في المئة من أهالي الناحية الى انتخاب شيعة لعضوية المجلس البلدي أما الشيعة فقد انتخبوا سنة لإدارة المجلس ويعيش المكونان كجسد واحد لم تغيّرهم الأوضاع التي مرّ بها العراق منذ سقوط النظام السابق بل زادتهم محبة وتآخياً، الأمر الذي جعلهم يرفضون تداول كلمة شيعة وسنة.".
| السنة | العدد |
| ----- | ----- |
| 1997  | 2374  |
| 2018  | 1153  |

## تاريخ
سكان محافظة المثنى يسكنون في موطن أسلافهم وأجدادهم، قال صفاء الدليمي وصادق نغيمش في بحثهما المسمى (التحليل المكاني للمحميات الطبيعية الواعدة في بادية محافظة المثنى) "سكن بادية بصية قبل الإسلام قبائل ربيعة وبكر بن وائل وبني تميم ومنهم بني عجل وبني لخم وبني يشكر وتغلب وبني شيبان، وتوجد آبارهم لحد الآن في وادي بني تميم". وقال قاسم الفوادي وجمعة السوداني في مقالهما "سكنت بادية "بصية" قبائل عربية كثيرة ممتهنة حرفة الرعي، فقد سكنتها قبائل بني تميم في منطقة "شقراء" والمعروفة باسم وادي الغضا أو وادي بني تميم، وسكن بنو شيبان في مركزها ناحية "بصية" وأبو غار، ولم يلاحظ أي أثر شاخص لسكانها القدماء في الوقت الحاضر سوى الآبار المنحوتة في الحجر بوادي بني تميم وقبور الهلاليين، والتي حفرت بنظام هندسي متقن قل نظيره في البوادي العربية باسرها، والملاحظ أن الناس في ناحية "بصية" مازالوا يسمون "شقراء" بوادي الغضا ومنطقة الرمل، التي قال عنها الشاعر مالك بن الريب التميمي:
ألا ليت شعري هل أبيتنّ ليلة

بجنب الغضا أزجي القلاص النواجيا

فليت الغضا لم يقطع الركب عرضه

وليت الغضا ماشى الركاب لياليا
".

### الاقتصاد
أهل ناحية بصية محدودو الدخل، وفي سنة 2016، كان متوسط دخل الفرد الشهري هناك 500 ألف دينار عراقي، انصرفَ أهالي بصية عن الزراعة وخاصة بعد الاحتلال الأمريكي للعراق سنة 2003 إذ قلّت الحصة المائية والمستلزمات الزراعية والوقود والكهرباء، وفي شهر نيسان سنة 2024، ذكرت شبكة 964 تعاظمَ نقص رعاة الغنم بالبادية من أهل محافظة المثنى "بسبب عزوف الكثير منهم عن العمل وترك المهنة، بعد استقرار أغلب عوائل البدو والغَنّامة في المدينة" وبسبب حصولهم على وظائف كعمال خدمة وغيرها، وذكر أهل البادية بمحافظة المثنى أن “الغَنّامة” وهم عوائل تمتهن الرعي، أكثرهم باعوا ماشيتهم واستقروا في المدينة بعد الجفاف الذي ضرب المنطقة في السنوات الأخيرة فاشتدّ الطلب على الرعاة حتى بلغت العروض 700 دولار شهرياً للراعي.

## الخدمات

### الصحة
ذُكر في بيانات شعبة الإحصاء في دائرة صحة المثنى أنه في سنة 2016 لم يكن في ناحية بصية مستشفى حكومي ولا طبيب واحد بل كان فيها 5 عاملين صحيين.

### الطرق
يتصل مركز ناحية بصية بمركز قضاء السلمان وبمركز محافظة ذي قار خلال طريقين برّيين ثانويين.

## فيضات ناحية بصية

الدوائر البيض هُنّ فيضات ناحية بصية في خارطة نشرها الباحثان سرحان نعيم وجاسم وحواح شاتي

قال حسام كنعان في كتابه (التحليل المكاني للنباتات الطبية في بادية السماوة) "الفيضات منخفضات طبيعية تتجمع فيها مياه السيول الفائضة على جوانب الوديان أو فروعها وتتميز تلك الفيضات بترب مزيجية غرينية غنية بالمواد الكلسية وتنمو فيها الشجيرات والعشب الكيف مكونة مراعي جيدة في منطقة البوادي"، تتفاوت مساحة الفيضات بناحية بصية، بعضها مساحته بضع كيلومترات مربعة، والفيضات أماكن صالحة للزراعة إذ يتيسّر فيها حفر آبار.
| اسم الفيضة  | الطول |
| أم حجول     |       |
| خنكة        |       |
| الغانمي     |       |
| أبو غوير    |       |
| أم الطعوس   |       |
| أم الحباري  |       |
| الأشعلي     |       |
| السدير      |       |
| بصية        |       |
| أبو غار     |       |
| الأمغر      |       |
| البويب      |       |
| قرنين       |       |
| أبرق الباطن |       |
| الكصير      |       |
| أبو حضير    |       |

في ناحية بصية أحواض تجمع مياه، عددها 18 حوضاً، بعضها مقتصر السعة ضمن الناحية وبعضها ممتد إلى محافظات أخرى وبعضها ممتد إلى السعودية، مثل حوض مديسيس والعرجاوي وأبو غار.
| الحوض              | مساحته   |
| حوض وادي الدربيسية | 75.05    |
| حوض الشامية        | 162.55   |
| حوض الحباري        | 144.43   |
| حوض أم العطوس      | 221.33   |
| حوض أم العكف       | 468.19   |
| حوض أم الكرة       | 111.64   |
| حوض أبو خاسوفة     | 915.5    |
| حوض شعيب الجدي     | 1610.91  |
| حوض شعيب الخيل     | 217.87   |
| حوض شعيب العرجاوي  | 16700.28 |
| شعيب أبو غار       | 8043.98  |
| حوض الورك          | 73.7     |
| حوض الرضمة         | 177.73   |
| حوض مديسيس         | 33839.9  |
| شعيب جدعة          | 344.75   |
| حوض الشيحات        | 2701.4   |
| الغانمي            | 85.92    |
| حوض الشناتي        | 4943.16  |

مواقع آبار ناحية بصية ضمن محافظة المثنى

وفي ناحية بصية عدة آبار، ذكرَ الباحث أثير حسين سنة 2018 أنها غير مطابقة لمواصفات منظمة الصحة العالمية ولا المواصفات العراقية، حاشا بئرَ بصية (البئرَ الياباني).
| آبار ناحية بصية |
| عين الغضارى     |
| بئر الرحاب      |
| عين عميد        |
| عيد صيد         |
| بئر بصية        |

تأسست ناحية بصية سنة 1920 وتبعد (240 كلم) جنوب محافظة المثنى بناها الجنرال الإنكليزي جون كلوب الملقب بـ«كلوب باشا» وتم إنشاء مركز شرطة لحماية القبائل العربية الساكنة في الناحية من هجمات القبائل النجدية القادمة من السعودية آنذاك لكن هذا المركز لم يتبقَّ منه سوى الأطلال.[بحاجة لمصدر]
يغلب على المكان الطابع البدوي بسبب وقوعها في عمق البادية، ويمتهن السكان تربية الأغنام والإبل وكذلك الزراعة وبعضهم يعمل في وظائف حكومية. لهجة أهالي بصية وعاداتهم وتقاليدهم الاجتماعية مكتسبة من منطقة شبة الجزيرة العربية[بحاجة لمصدر] إذ تعد بادية العراق الجنوبية امتدادا طبيعيا للجزيرة العربية وهم بذلك يتميزون بلكنة خليجية تختلف عن كل اللهجات العراقية المحلية لقربها من السعودية فضلا عن أن هناك زيارات موسمية لهواة الصيد من الخليجيين إلى المنطقة بسبب هجرة الطيور النادرة إلى العراق ومنها طيور الحباري والقطا والسمان والبط البري والأرنب البري ليصطادوا بواسطة صقور الصيد المُدرّبة.

## التنازع في بصية
ذكر خليل فاضل في كتابه (كركوك جدل الأرقام) أن ناحية بصية "موضع نزاع بين محافظتي ذي قار والمثنى". وفي 30 نيسان سنة 2024 قال رئيس مجلس محافظة ذي قار عبد الباقي العمري “مسألة ناحية بصية كان من الممكن أن تتسبب بتوتر كبير بين ذي قار والمثنى فيما لو بدأت أحد العشائر المتحاددة في المحافظتين ببدء النزاع أو التوتر، فناحية بصية كانت ولازالت تعتبر منطقة رعي مشاعة بين المحافظتين مثل كل المناطق الموجودة في البادية، إلا أن تمليك الاراضي في بادية بصية للمستثمرين حدا بطرد الرعاة الذيقاريين منها، فهي لم تكن في بدايتها مسألة خطرة ولم يكن تظاهر الأهالي الا بسبب منع مدير ناحية بصية للرعاة من دخولها بحجة تمليكها واستثمارها والدخول فقط لمواطني محافظة المثنى، بصية تعتبر تأريخيا ناحية تابعة لذي قار تم اقتطاعها عام 1976 والحاقها بمحافظة المثنى، وحتى بعد الحاقها استمر الرعاة في البادية بين ذي قار والمثنى من الرعي فيها”.

## مديرو ناحية بصية
| المدير    | الفترة            |
| هايف صالح | كانون الثاني 2025 |